# Fort Ross
Fort Ross (rusky Форт-Росс, též Fortress Ross – Крепость Росс, před jazykovou reformou Крѣпость Россъ) je bývalá ruská pevnost a koloniální osada vybudovaná za dob ruského kolonialismu roku 1812 v Severní Americe v Kalifornii v dnešním okrese Sonoma County. Název pevnosti, tedy Ross, je odvozen od slova Rusko (rusky Россия) nebo od přídavného jména ruský (rusky российский).

## Historie
Již v první polovině 18. století začali opouštět Sibiř ruští nevolníci společně s domorodými sibiřskými obyvateli, kteří měli praktické lovecké znalosti. Většinou se jednalo o Jakuty, Chanty a Korjaky. Ti se postupně vydávali hledat kořist (především kožešiny, rybí tuk, kůže a další živočišné suroviny) východním směrem od pobřeží do Tichého oceánu. Mořeplavec a navigátor Vitus Bering zde vedl ruské průzkumné expedice a v roce 1741 objevil jižní pobřeží Aljašky. 
Další ruské mořeplavby byly úspěšné a o desítky let později začal ruský obchodník Grigorij Šelechov budovat v Pacifiku osady, které sloužily jako tranzitní a obchodní centra. Jedna z prvních osad ležela na ostrově Kodiak nedaleko Aljašky. Ke sklonku 18. století se Šelechov zasloužil i o založení Rusko-americké společnosti (rusky Под высочайшим Его Императорского Величества покровительством Российская-aмериканская Компания, anglicky Russian-American Company Under the High Patronage of His Imperial Majesty, česky Rusko–americká společnost pod nejvyšším patronátem Jeho Carského Veličenstva), které dal svolení k činnosti tehdejší car Pavel I. Petrovič. Rusko–americká společnost poměrně rychle své osady rozšiřovala po celém severním Pacifiku (např. Havaj – Jelizavetinskaja kreposť  nebo Sitka – Novo–Archangelsk). 
Obchod prosperoval natolik, že kožešiny z mořských vyder se staly velice žádaným zbožím v Číně a na pevninském Rusku. Poptávka začala převyšovat nabídku, takže Rusové na práci museli najímat i místní obyvatelstvo – Inuity a Aleuty, zároveň se však začaly objevovat problémy se zásobováním aljašských osad potravinami, protože místní podnebí nebylo vhodné pro zemědělskou činnost a dovoz byl nespolehlivý. Tehdejší předák společnosti, Alexandr Baranov, chtěl vyřešit problémy a po zprávách o neosídleném území v Americe se rozhodl pro založení další osady jižním směrem. Pověřil tedy v roce 1809 své asistenty úkolem, aby v Kalifornii našli vhodné místo, které by mohlo být využíváno jako základna a taktéž jako místo pro lov. Téhož roku se vydala skupinka o velikosti 190 mužů na lodi Kodiak (rusky Кадьяк) na místo, které je dnes známé jako Bodega Bay. Zde se vylodili a započali s průzkumem okolí. Celkem zde strávili tři roky a zpátky se jich vrátilo na Aljašku 105 osob, přičemž zbytek posádky měl za úkol území zajistit a případně bránit, neboť stálo bezprostředně u hranic španělské kolonie Nové Španělsko. Z toho důvodu se Rusové později rozhodli založit novou kolonii o 30 kilometrů severněji, aby předešli územním sporům.
Pevnost Fort Ross byla založena 13. srpna 1812 а о 17 dní později nad pevností poprvé zavlála vlajka ruského impéria. Prvním velitelem pevnosti byl jmenován Ivan Alexandrovič Kuskov, který velel v pevnosti až do roku 1821. Fort Ross byla založena jako zemědělská základna, ze které by mohly být osady na Aljašce zásobovány potravinami. Samotná pevnost Ross byla centrem řady menších ruských osad v okolí. Kolonie zahrnovala přístav v Bodega Bay s názvem Port Rumyantsev (порт Румянцев), loveckou stanici na Farallonských ostrovech vzdálených 29 mil od San Franciska a do roku 1830 tři malé zemědělské komunity zvané „ranchos“ (Rancho Egora Chernykh, Rancho Vasiliya Khlebnikova, Rancho Petra Kostromitinova). Původní domorodá populace regionů Sonoma a Napa County byla postižena neštovicemi, spalničkami a jinými infekčními chorobami, které byly běžné v Asii, Evropě a Africe.
Fort Ross se rychle rozvíjel – byly vybudovány jednoduché hradby ze dřeva, studny, kasárny, obydlí, vícepokojové domy pro důstojníky (známý je Rotčevův dům), také pravoslavná kaple a větrné mlýny. Zřízena byla i menší loděnice a Rusové postavili loď Rumjancev (rusky Румянцев), která se zapsala do historie tím, že byla první postavenou lodí na kalifornském pobřeží. Do Fort Rossu nepřicházeli už jen Rusové, ale také Indiáni (hlavně Miwokové), Španělé, Mexičané a Američané. První problémy se objevily ve 20. letech, kdy v oblasti silně poklesla populace mořských savců  z důvodu masivního lovu Rusy a Španěly. Na rapidní úbytek zvířat reagovali Rusové vydáním vyhlášky, která omezovala lov, a dokonce některé živočichy chránila. Španělé, kteří se ze začátku jevili jako nepřátelé nakonec byli s Rusy dobrými partnery, co se týče obchodu, avšak v roce 1821 americký kontinent  zcela opustili jako důsledek prohry mexické války za nezávislost. Na jihu tedy Fort Ross sousedil s Mexickým císařstvím, ale to nemělo pro ruskou kolonii mnoho pochopení. Mexičané začali kolem ruské pevnosti budovat kasárny a vojenská opevnění. Rusové rychle pochopili, že nemají šanci, jak se proti přesile Mexičanů ubránit a navíc původní stavy zvěře se navzdory vyhláškám pořád nezvyšovaly, taktéž nastaly organizační potíže se zásobováním, a tak se roku 1841 rozhodli kolonii prodat Spojeným státům americkým – tehdejšímu rivalovi Mexika. Prodej kolonie se uskutečnil mezi Johnem Sutterem a Alexandrem Rotčevem. 
Rusové Fort Ross po uzavření obchodu ihned opustili.

## Správci kolonie
- Ivan Alexandrovič Kuskov, 1812–1821
- Karl J. von Schmidt, 1821–1824
- Pavel I. Šelikov, 1824–1830
- Petr S. Kostromitinov, 1830–1838
- Alexander G. Rotčev, 1838–1841

## Současnost
Bývalá ruská pevnost dnes slouží jako muzeum a atrakce. O stav pevnosti pečuje ruský podnik Renova a dobrovolně také Američané, hlavně ruského původu. Od roku 2012 se o stav bývalé kolonie částečně stará i ropná společnost Transněft, která se tímto krokem snaží zlepšit americko–ruské vztahy v oblastech obchodu a kultury. Fort Ross je poměrně atraktivním a vyhledávaným místem. Každou poslední červencovou sobotu se zde koná festival pod názvem Den živé historie (anglicky Fort Ross Living history Day, známý také jako jen Fort Ross Festival), který má návštěvníkům přiblížit život osadníků v kolonii.
Fort Ross je veden jako Národní historická památka Spojených států amerických, tudíž spadá pod ochranu kalifornské pobočky této organizace.

## Galerie

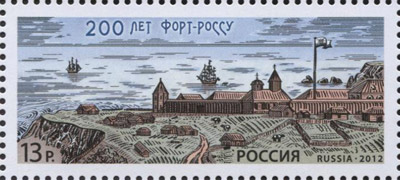
Ruská poštovní známka připomínající 200 let od založení pevnosti
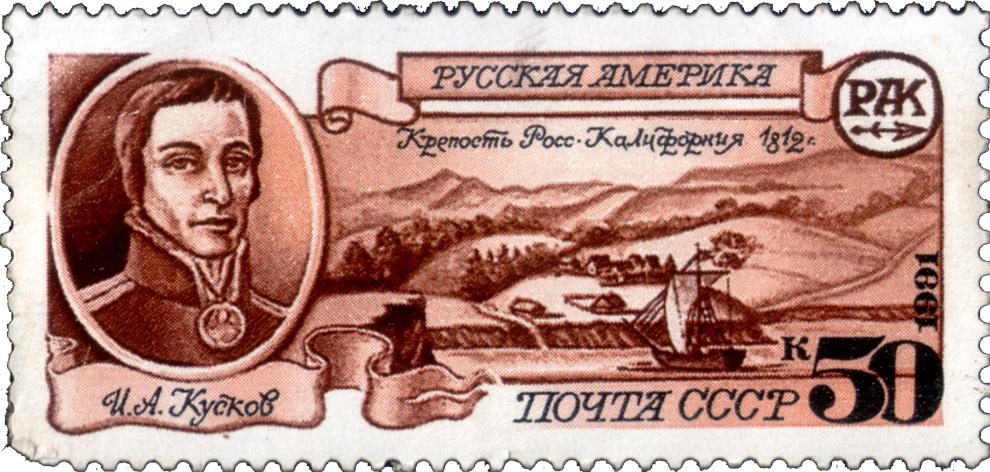
Sovětská poštovní známka vzpomínající Ivana Kuskova, což byl jeden z mnoha asistentů, kteří měli za úkol najít vhodné místo pro založení osady
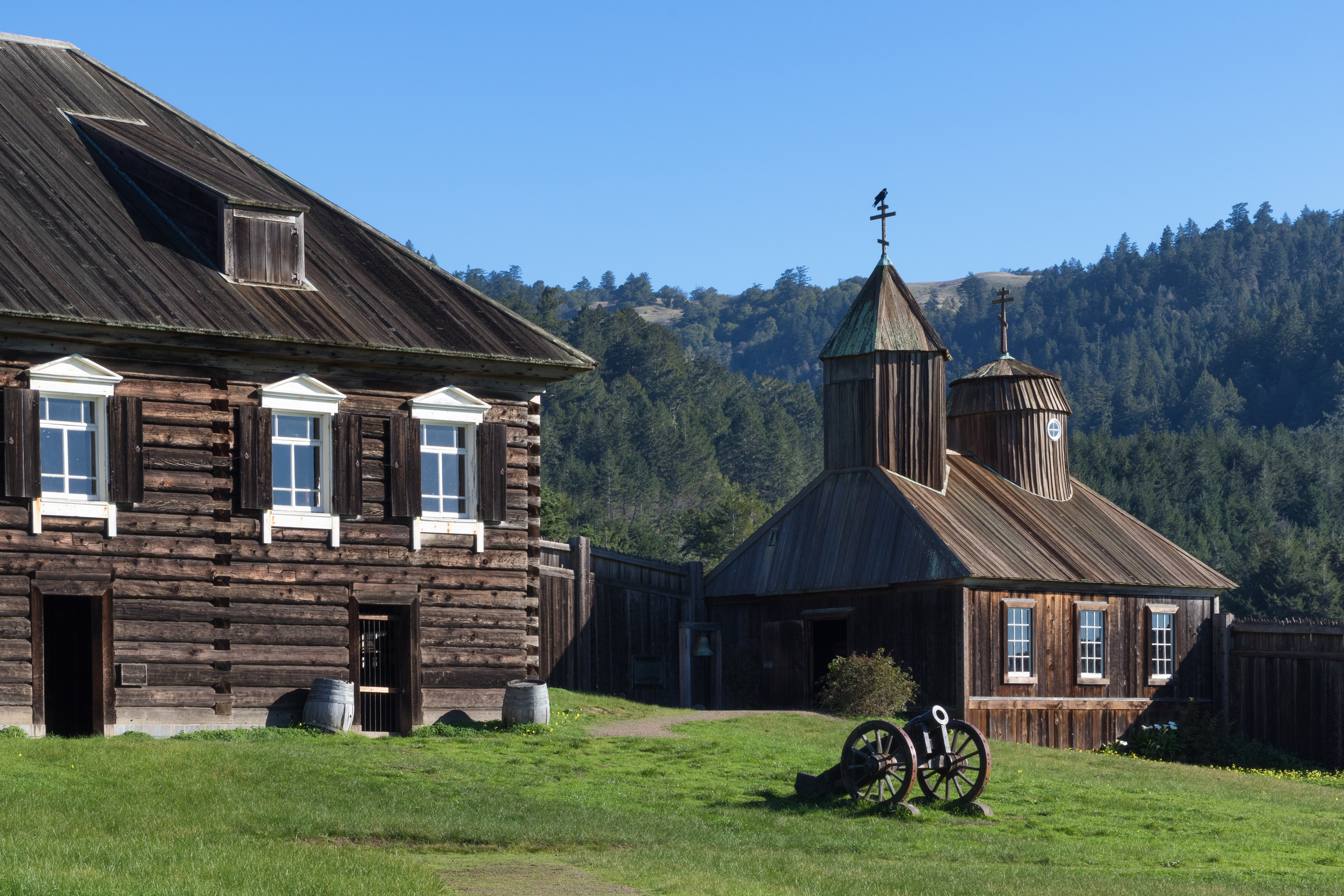
Pohled na Kuskovův dům a pravoslavnou kapli
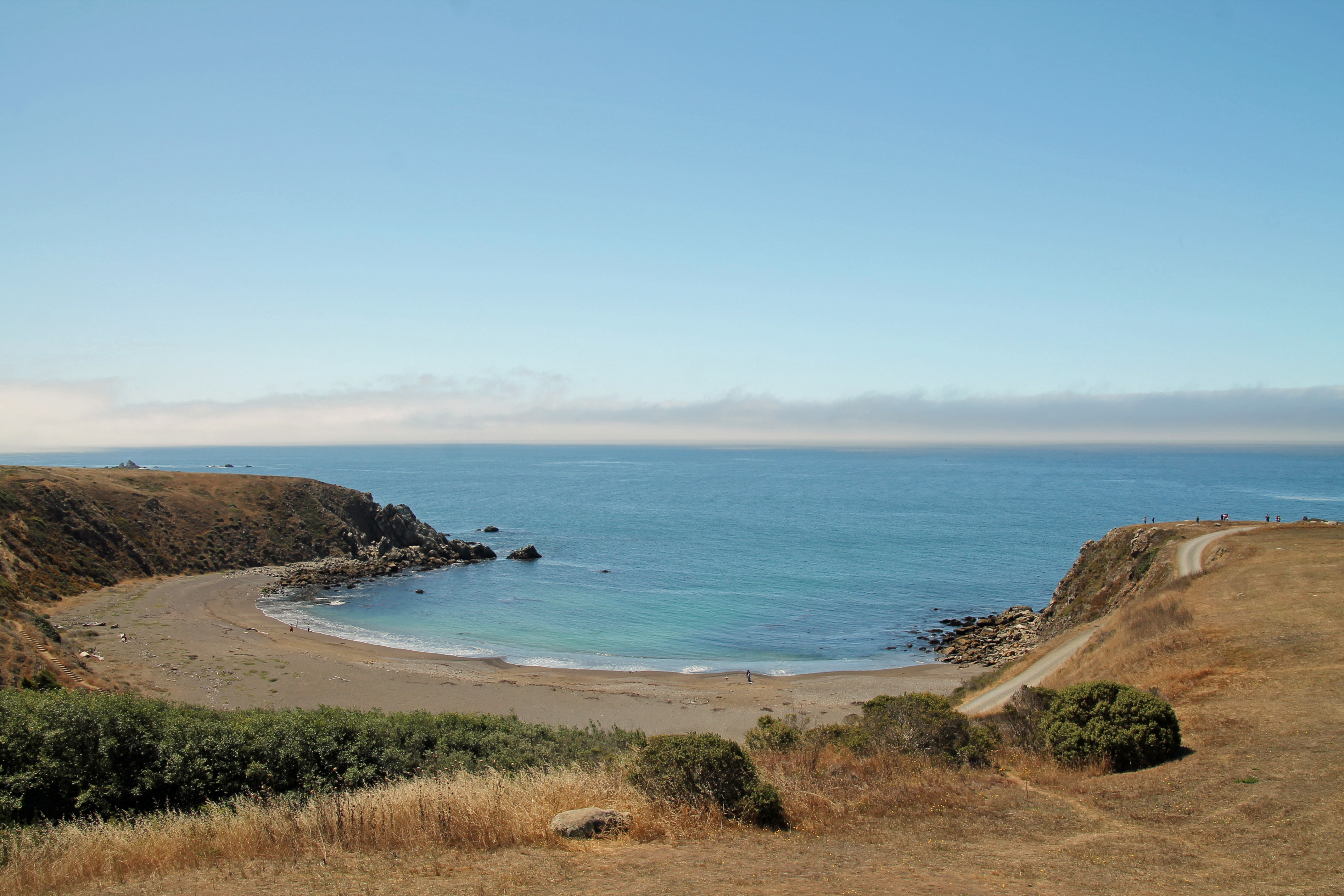
Pohled na okolí z pevnosti
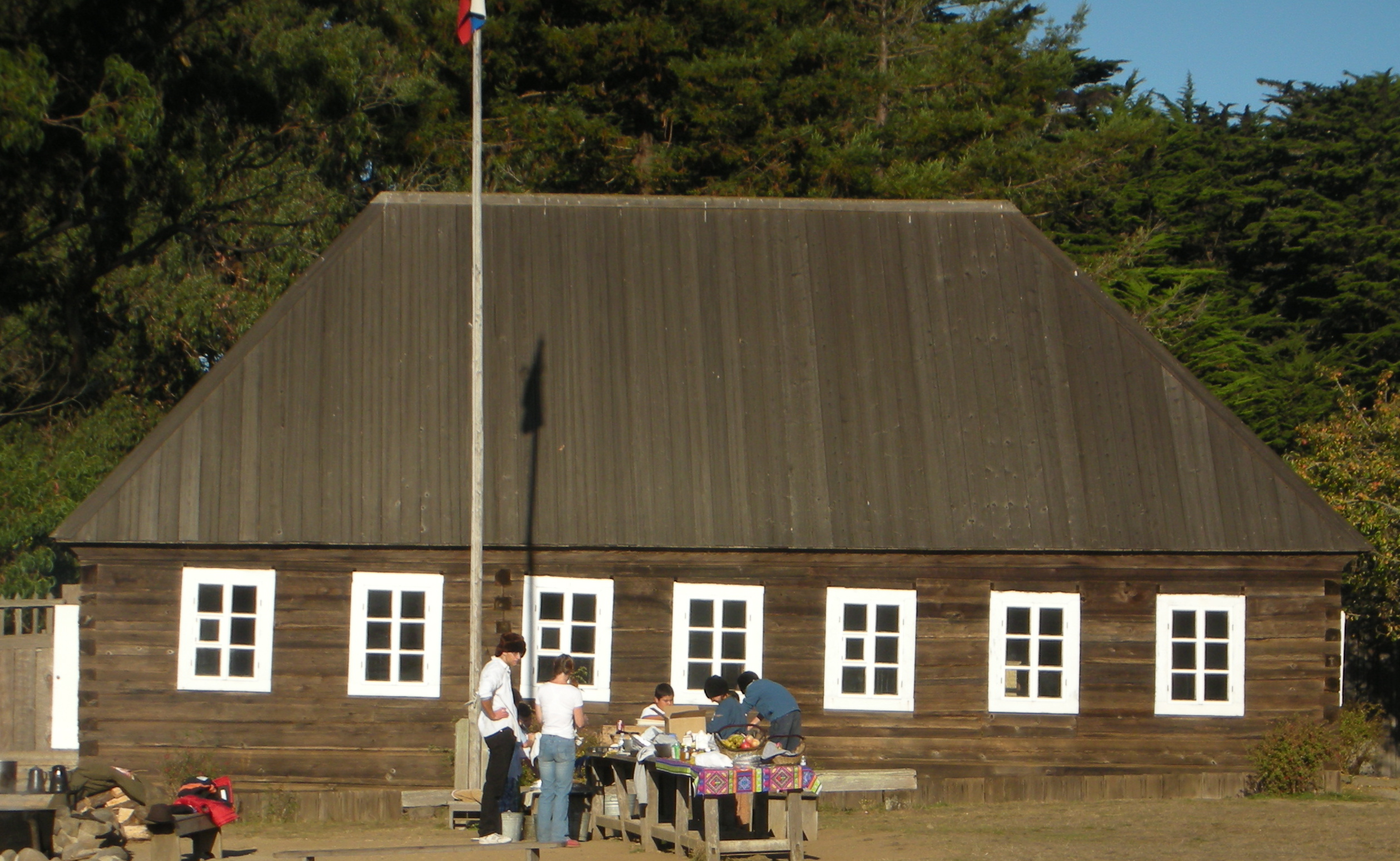
Rotčevův dům
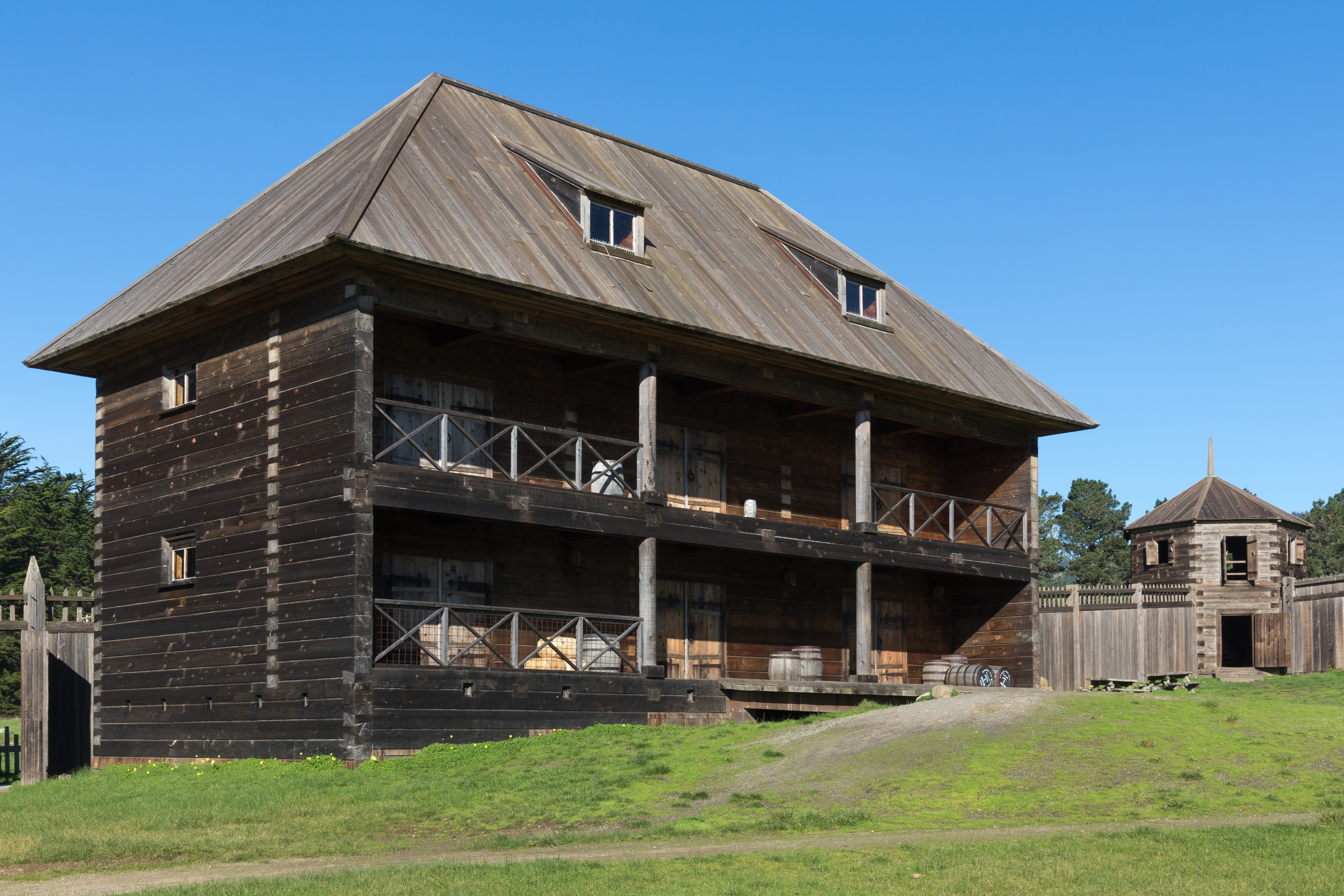
Nově zrekonstruovaný bývalý obchodní dům
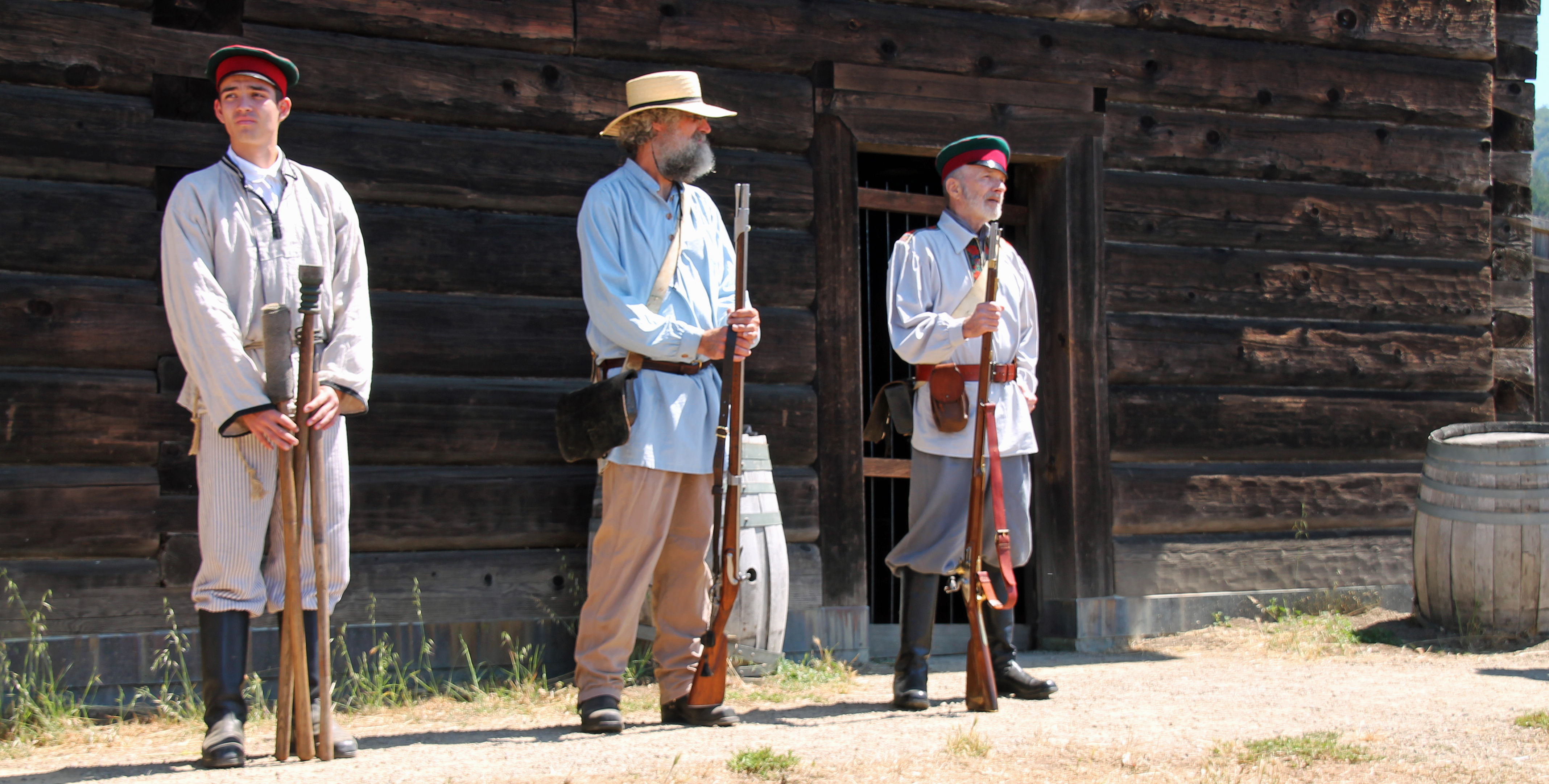
Fotografie ze Dne živé historie ve Fort Rossu (dobové oděvy)